# Mesorregión del Este Rondoniense
La Mesorregión del Este Rondoniense (en portugués Mesorregião do Leste Rondoniense) es una de las dos mesorregiones del estado de Rondonia, en Brasil. Es la mayor mesorregión territorialmente y también en número de habitantes, a pesar de no contar con el municipio más poblado. Por este motivo, gran parte de los políticos que gobiernan el estado vienen de esta región, y no de la capital, Puerto Velho.
Esta mesorregión es dividida en seis microrregiones.

## Microrregiones
- Alvorada d'Oeste
- Ariquemes
- Cacoal
- Colorado del Oeste
- Ji-Paraná
- Vilhena